# Cheeseburger
Cheeseburger je druh burgeru, který obsahuje sýr. Obvykle bývá sýr umístěn na mase uvnitř burgeru, nikoli na bulce. Někdy se, jako u jiných druhů burgerů, přidávají i další ingredience, například salát.

## Charakteristika
Ve fast foodech je do cheesburgerů často přidáván tavený sýr, oblíbený je sýr cheddar, jindy se používá mnoho jiných druhů sýrů.
Dávání sýru do hamburgerů začalo být populární v USA už ve 20.–30. letech 20. století.

## Zajímavosti
- Průměrný cheeseburger má 600–1500 kilokalorií.
- Největší cheeseburger vážil 914 kg, čímž překonal cheesburger z kasina Minnesota's Black Bear Casino v Minnesotě v USA, který vážil 400 kg.
- Jíst cheesburger je proti židovským pravidlům kašrutu, protože judaismus zakazuje jíst mléko a maso zároveň. V newyorských košer restauracích lze sehnat košer cheeseburger, kde je sýr nahrazen sojovou náhražkou sýra.

## Galerie

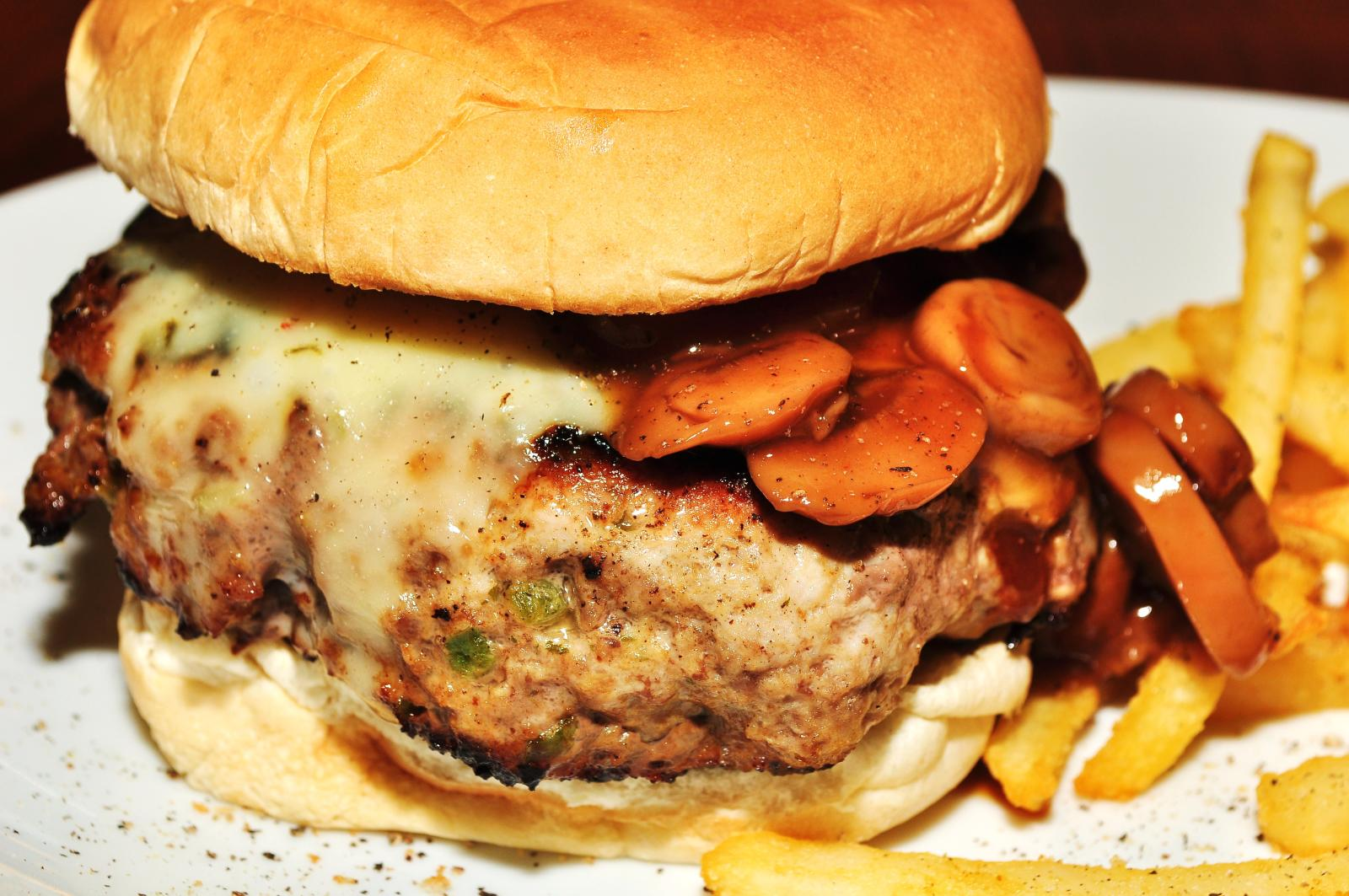
Cheeseburger s houbovou omáčkou a hranolky
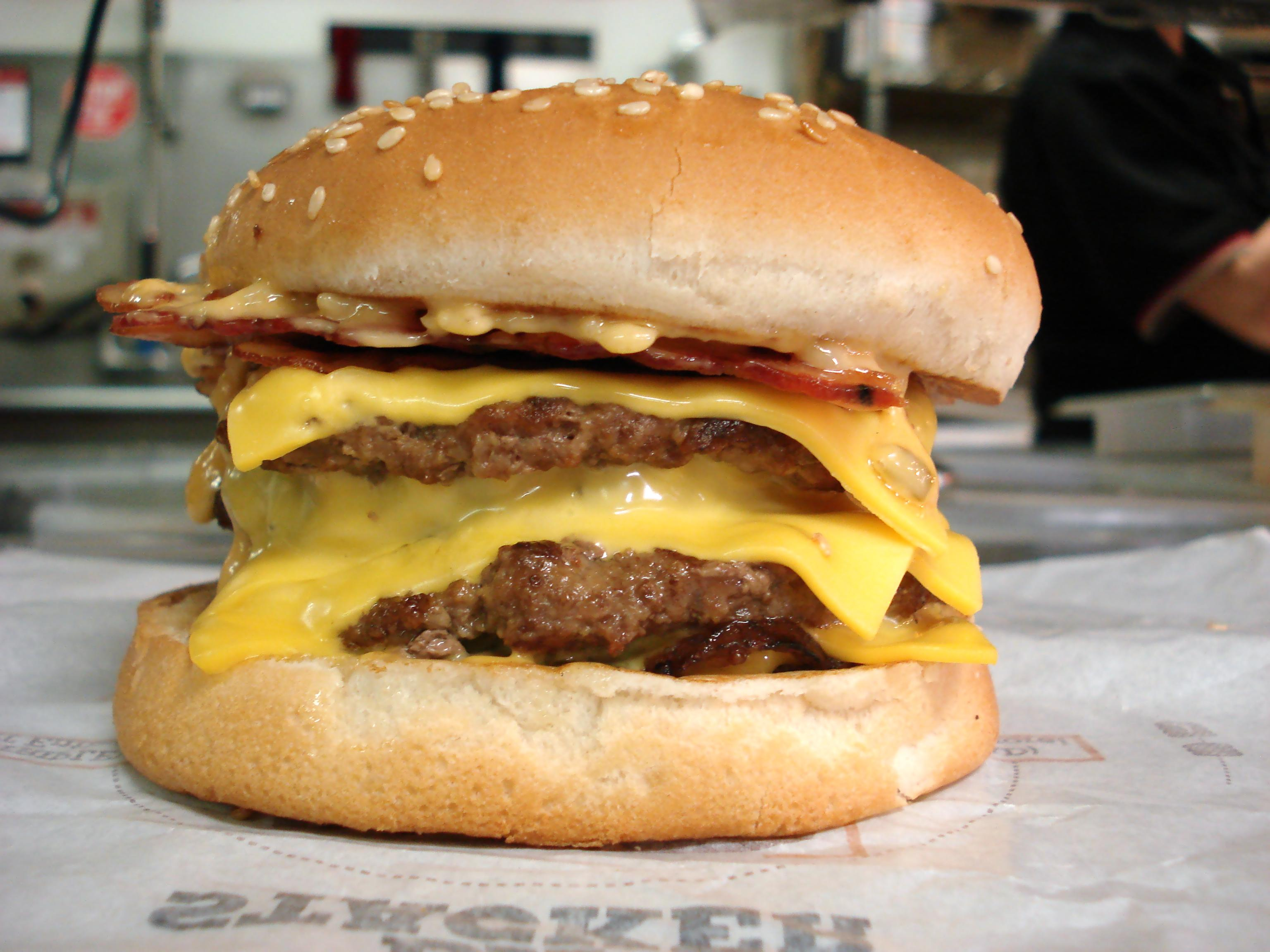
Cheeseburger „Quad Stacker“ se slaninou od firmy Burger King
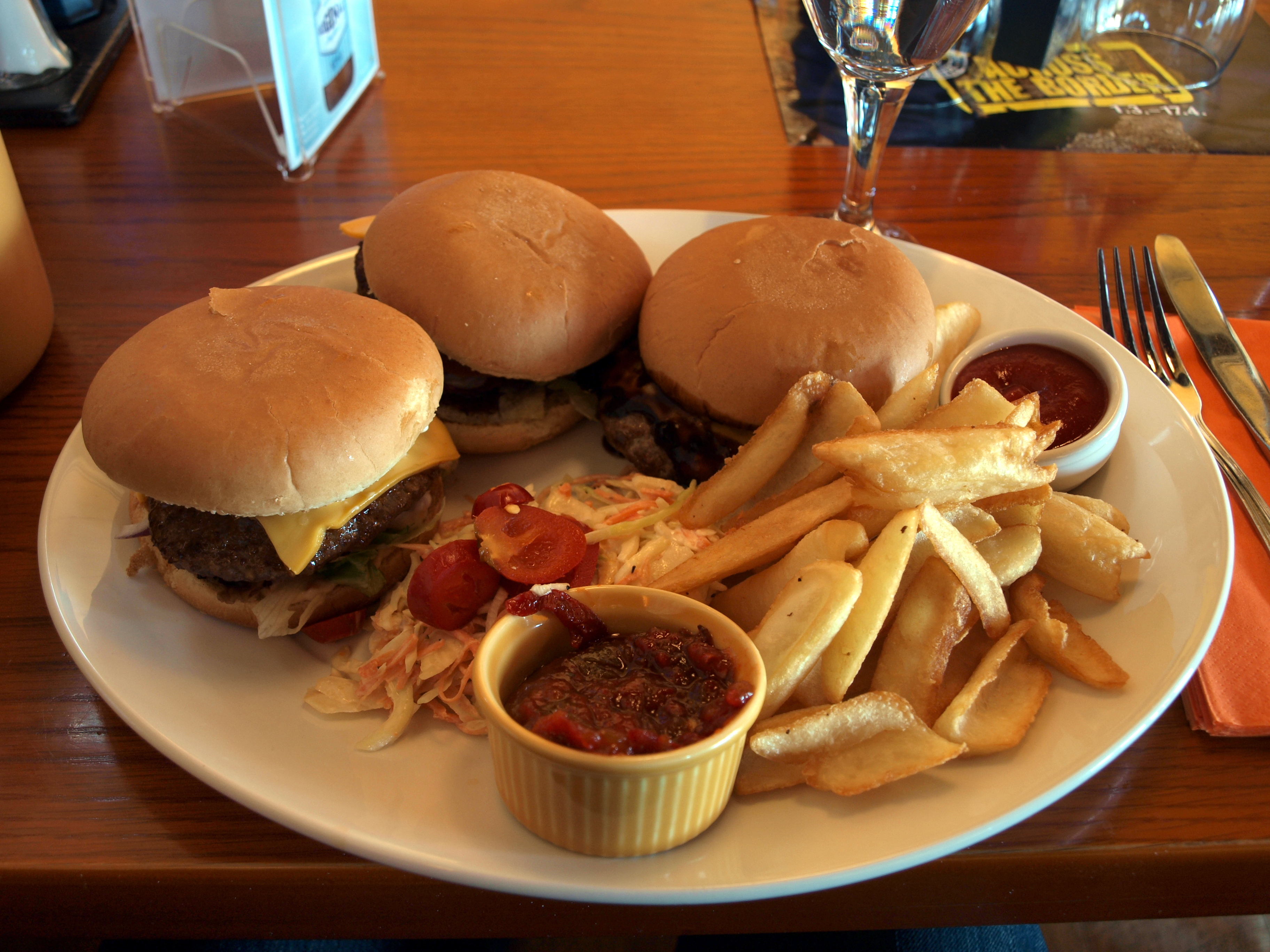
Malé cheeseburgery s papričkami jalapeños, salátem coleslaw, hranolky a chilli omáčkou
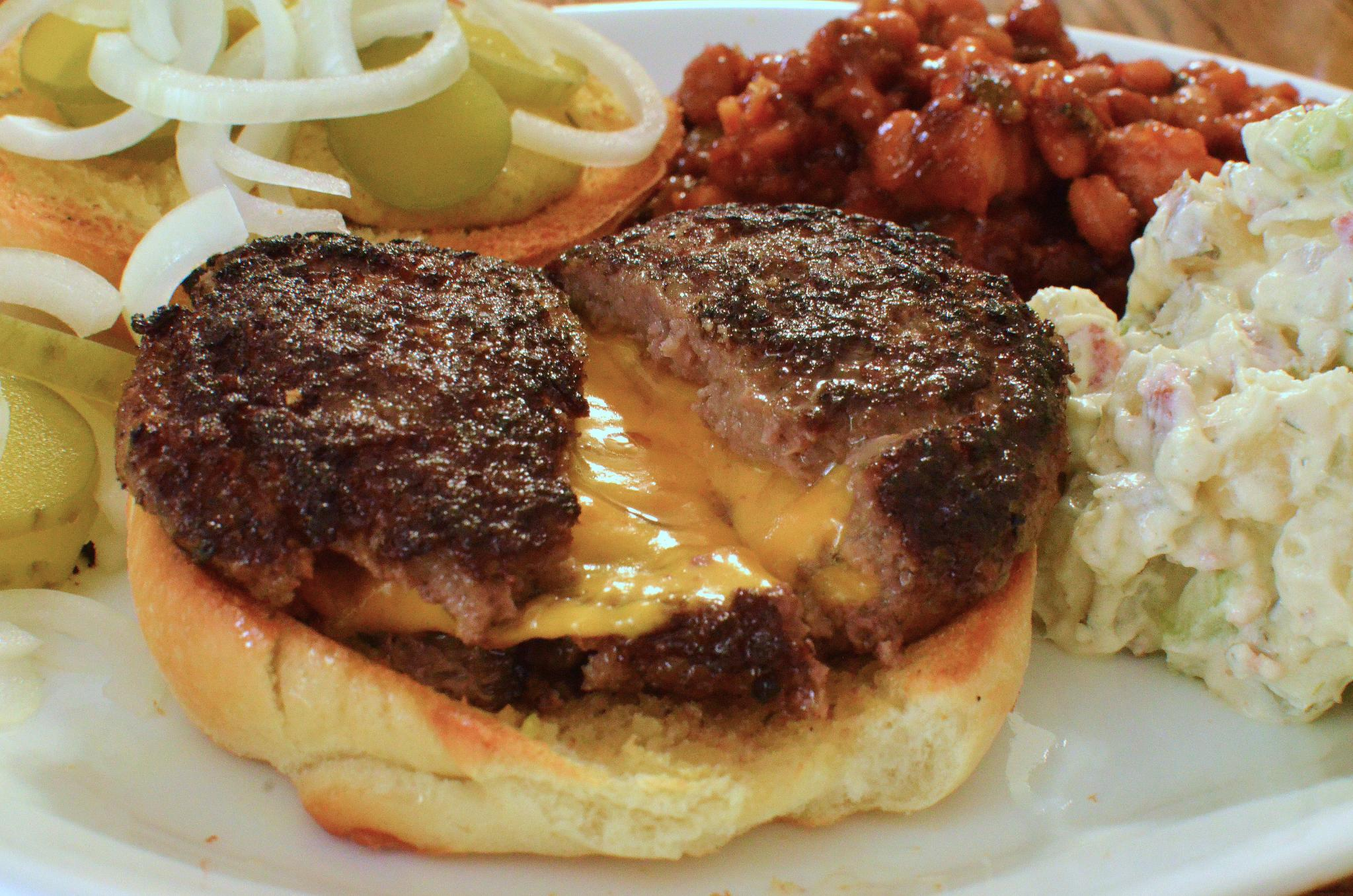
Cheeseburger plněný čedarem
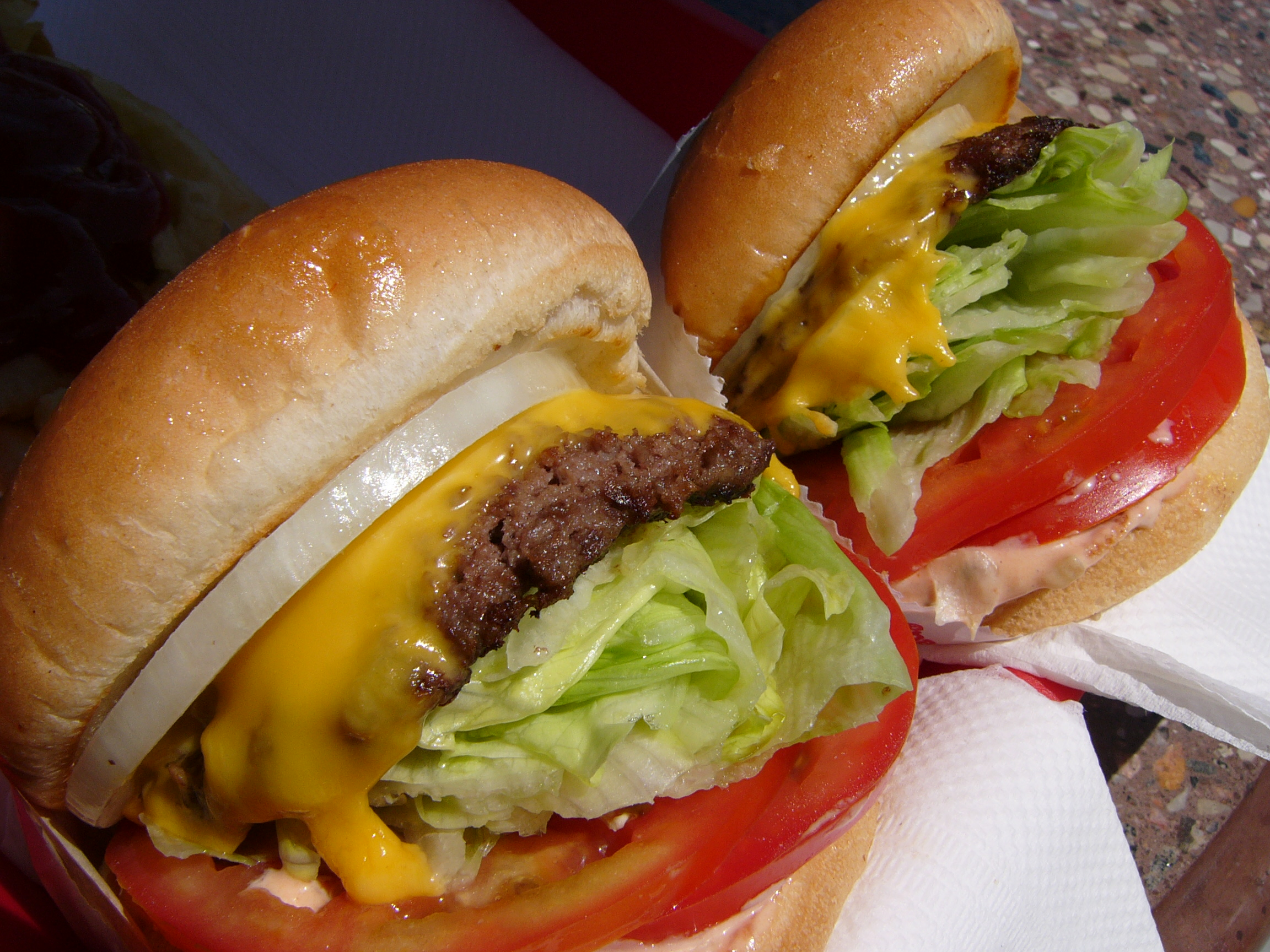
Dva In-N-Out cheeseburgery